# Gertrude Vanderbilt Whitney
Gertrudis Vanderbilt Whitney, también conocida como Miss Whitney (Nueva York, 9 de enero de 1875 - Ib., 18 de abril de 1942), fue una escultora y filántropa estadounidense.

## Biografía
Whitney pertenecía a una muy acomodada familia estadounidense, era bisnieta del Comodoro Cornelius Vanderbilt e hija mayor del matrimonio entre Cornelius Vanderbilt II (1843-1899) y Alice Claypoole Gwynne (1852-1934). Sus primeros años se desarrollaron de acuerdo con su categoría social: pasó los veranos en la mansión familiar The Breakers en Newport (Rhode Island), fue educada por tutores privados y pasó luego a la exclusiva Escuela Brearley de Nueva York.

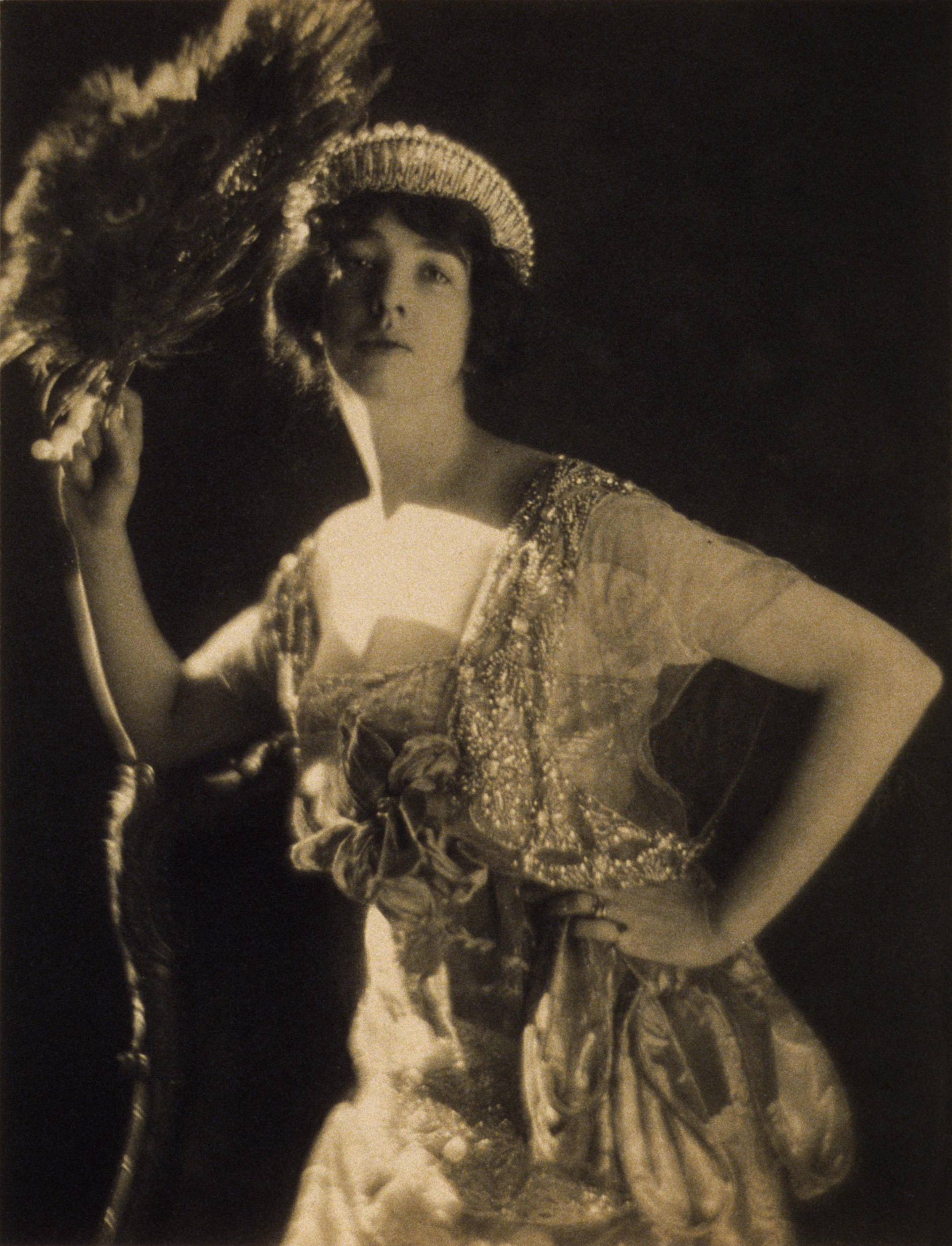
Gertrude Vanderbilt Whitney en la revista Vogue, edición del 15 de enero de 1917.

A los 21 años se casó con el banquero e inversor Harry Payne Whitney (1872-1930), con quien tuvo tres hijos: Flora, Cornelius y Bárbara. Su vocación artística surgió a principios de siglo al conocer de primera mano la bohemia artística parisina. Estudió escultura en la Liga de estudiantes de arte de Nueva York y luego recibió clases en París con Auguste Rodin. Whitney instaló sendos estudios de arte en Greenwich Village (Nueva York) y en Passy (París) y recibió elogios en Europa y Estados Unidos por sus trabajos. Durante la Primera Guerra Mundial, Gertrude Whitney creó y financió un hospital de guerra en Neuilly-sur-Seine y realizó varias esculturas conmemorativas del final del conflicto.

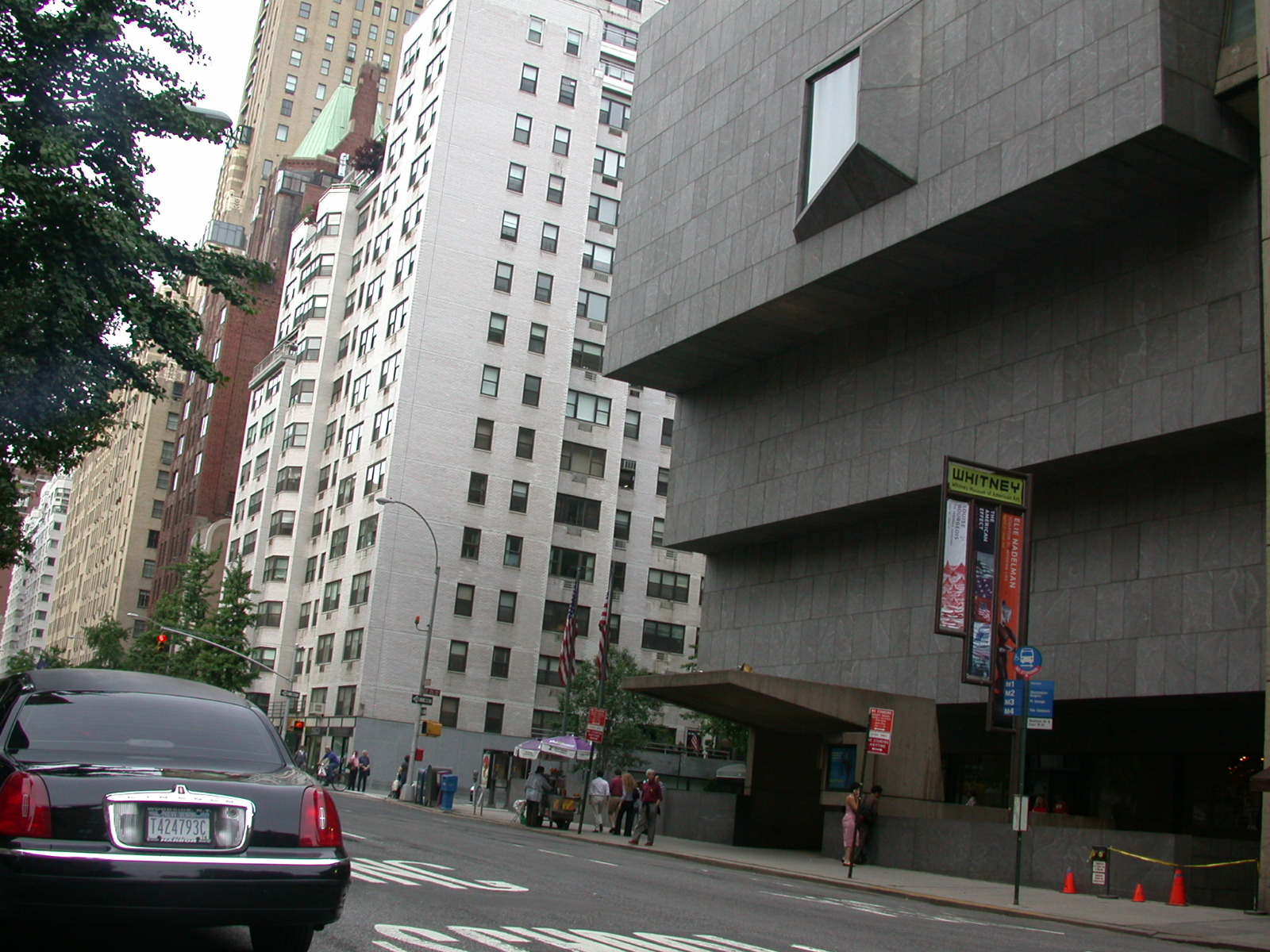
Museo Whitney en Nueva York, Estados Unidos.

Whitney abrió en 1914 el Whitney Studio Club en el número 147 de la calle West 4th en el Village neoyorquino, una galería para artistas jóvenes. Sentó así las bases del futuro Museo Whitney (Nueva York), cuya fundación en 1931 fue decidida cuando el Museo Metropolitano de Arte rechazó la donación de su colección de arte moderno. Entre sus obras filantrópicas puede mencionarse también su respaldo financiero a la International Composer's Guild, organización dedicada a promover la interpretación de la música de compositores contemporáneos
En 1934 fue parte de una batalla judicial con su cuñada por la tenencia de su sobrina Gloria Vanderbilt, de 10 años. Gertrude Whitney murió de endocarditis bacteriana en 1942 y yace junto a su esposo en el Cementerio Woodlawn en el Bronx (Nueva York). Su hija Flora Whitney Miller la sucedió al frente del Museo Whitney.

## Primeros Años
Gertrude Vanderbilt nació el 9 de enero de 1875 en Nueva York, segunda hija de Cornelius Vanderbilt II (1843-1899) y Alice Claypoole Gwynne (1852-1934), y bisnieta del "Comodoro" Cornelius Vanderbilt. Su hermana mayor murió antes de que Gertrude naciera, pero creció con varios hermanos y una hermana menor. El hogar de la familia en Nueva York era una mansión en el 742-748 de la Quinta Avenida. De niña, Gertrude pasaba los veranos en Newport, Rhode Island, en la casa de verano de la familia, The Breakers, donde seguía el ritmo de los chicos en todas las actividades deportivas. Fue educada por tutores privados y en Brearley School, una escuela exclusiva para mujeres estudiantes de Nueva York. En sus diarios personales guardaba pequeños dibujos y acuarelas que fueron sus primeras muestras de interés por las artes. 

### Educación y primeros trabajos
Durante una visita a Europa a principios del siglo XX, Gertrude Whitney descubrió el mundo del arte de Montmartre y Montparnasse en Francia. Lo que vio la animó a perseguir su creatividad y convertirse en escultora. 
Estudió en la Liga de Estudiantes de Arte de Nueva York con Hendrik Christian Andersen y James Earle Fraser. Otras alumnas fueron Anna Vaughn Hyatt y Malvina Hoffman. En París estudió con Andrew O'Connor y también recibió críticas de Auguste Rodin. Su formación con escultores de monumentos públicos influyó en su orientación posterior. Aunque sus catálogos incluyen numerosas esculturas de menor tamaño, hoy es mas conocida por sus monumentos.

## Esculturas públicas de Gertrudis Vanderbilt Whitney

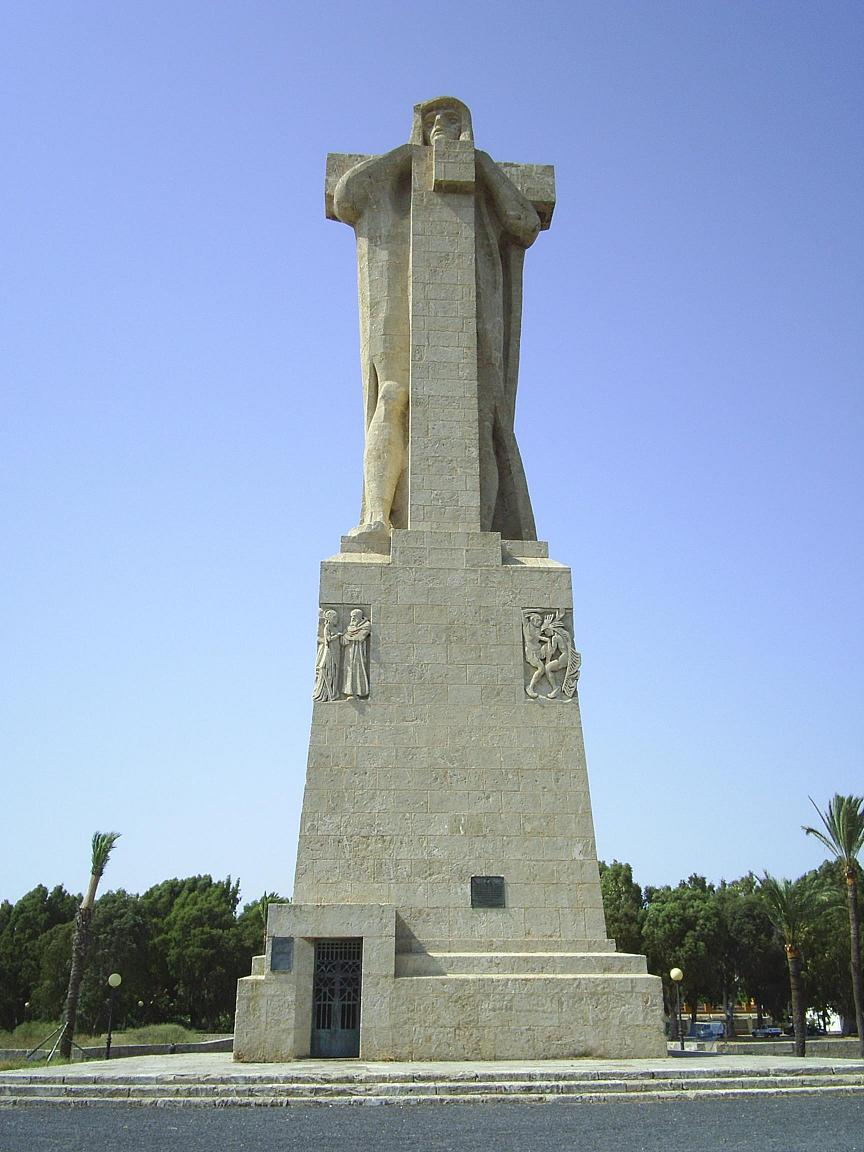
Con un estilo que recuerda al cubismo, el Monumento a Colón de Huelva fue una de las mayores obras de la escultora.

Gertrude Whitney es famosa por el Monumento a Colón (o la Fe Descubridora), de estilo cubista, que se encuentra en la Punta del Sebo (Huelva) y por numerosas obras en los Estados Unidos: 
- Monumento al desembarco de las tropas estadounidenses (Saint-Nazaire, 1926, destruido por los bombardeos durante la Segunda Guerra Mundial).
- Fuente de El Dorado (primero en San Francisco, luego en Lima)
- Fuente Azteca (Washington, DC)
- RMS Titanic Memorial (Washington, DC, 1914). Una réplica parcial de la cabeza del monumento fue comprada por el gobierno francés para el Museo del Luxemburgo.
- William F. Cody Memorial (Cody, Wyoming a la entrada del Parque nacional Yellowstone)
- Arco de la Victoria (Madison Square, Ciudad de Nueva York)
- The Three Graces (Campus inferior de la universidad McGill de Montreal)
- Peter Stuyvesant (Stuyvesant Square, Ciudad de Nueva York, 1939)
- Fuente de las Tres Figuras (Plaza Washington de Lima)

## Homenajes
- En 1999, la nieta de Gertrudis Whitney publicó una memoria de la familia titulada The Whitney Women and the Museum They Made
- En el telefilm de 1982, Little Gloria... Happy At Last, Whitney fue interpretada por la actriz Angela Lansbury, que fue nominada a un Emmy por ese trabajo.
- El 26 de abril de 1929 recibió de la corporación municipal del Excmo. Ayuntamiento de Huelva el título honorífico de Hija Adoptiva.[3]
- La escultora tiene dedicada una avenida en la ciudad de Huelva.[4]